# Lista de municípios de Ávila
Esta é uma lista dos municípios da província espanhola de Ávila na comunidade autónoma de Castela e Leão.
| Nome                               | Pop. (2002) |
| ---------------------------------- | ----------- |
| Adanero                            | 354         |
| La Adrada                          | 2,013       |
| Albornos                           | 234         |
| Aldeanueva de Santa Cruz           | 189         |
| Aldeaseca                          | 327         |
| La Aldehuela                       | 262         |
| Amavida                            | 194         |
| El Arenal                          | 1,061       |
| Arenas de San Pedro                | 6,562       |
| Arevalillo                         | 129         |
| Arévalo                            | 7,549       |
| Aveinte                            | 122         |
| Avellaneda                         | 37          |
| Ávila                              | 50,241      |
| El Barco de Ávila                  | 2,537       |
| El Barraco                         | 2,053       |
| Barromán                           | 243         |
| Becedas                            | 391         |
| Becedillas                         | 153         |
| Bercial de Zapardiel               | 302         |
| Las Berlanas                       | 352         |
| Bernuy-Zapardiel                   | 207         |
| Berrocalejo de Aragona             | 56          |
| Blascomillán                       | 274         |
| Blasconuño de Matacabras           | 20          |
| Blascosancho                       | 155         |
| El Bohodón                         | 181         |
| Bohoyo                             | 439         |
| Bonilla de la Sierra               | 185         |
| Brabos                             | 68          |
| Bularros                           | 109         |
| Burgohondo                         | 1,200       |
| Cabezas de Alambre                 | 214         |
| Cabezas del Pozo                   | 153         |
| Cabezas del Villar                 | 443         |
| Cabizuela                          | 138         |
| Canales                            | 61          |
| Candeleda                          | 5,066       |
| Cantiveros                         | 183         |
| Cardeñosa                          | 550         |
| La Carrera                         | 257         |
| Casas del Puerto de Villatoro      | 111         |
| Casasola                           | 146         |
| Casavieja                          | 1,564       |
| Casillas                           | 791         |
| Castellanos de Zapardiel           | 135         |
| Cebreros                           | 3,223       |
| Cepeda la Mora                     | 134         |
| Cillán                             | 144         |
| Cisla                              | 193         |
| La Colilla                         | 223         |
| Collado de Contreras               | 268         |
| Collado del Mirón                  | 77          |
| Constanzana                        | 179         |
| Crespos                            | 677         |
| Cuevas del Valle                   | 632         |
| Chamartín                          | 111         |
| Diego del Carpio                   | 278         |
| Donjimeno                          | 137         |
| Donvidas                           | 68          |
| Espinosa de los Caballeros         | 103         |
| Flores de Ávila                    | 416         |
| Fontiveros                         | 982         |
| Fresnedilla                        | 93          |
| El Fresno                          | 507         |
| Fuente el Saúz                     | 280         |
| Fuentes de Año                     | 181         |
| Gallegos de Altamiros              | 88          |
| Gallegos de Sobrinos               | 101         |
| Garganta del Villar                | 68          |
| Gavilanes                          | 716         |
| Gemuño                             | 210         |
| Gil García                         | 61          |
| Gilbuena                           | 112         |
| Gimialcón                          | 110         |
| Gotarrendura                       | 173         |
| Grandes y San Martín               | 51          |
| Guisando                           | 639         |
| Gutierre-Muñoz                     | 127         |
| Hernansancho                       | 221         |
| Herradón de Pinares                | 473         |
| Herreros de Suso                   | 213         |
| Higuera de las Dueñas              | 326         |
| La Hija de Dios                    | 103         |
| La Horcajada                       | 756         |
| Horcajo de las Torres              | 746         |
| El Hornillo                        | 401         |
| El Hoyo de Pinares                 | 2,261       |
| Hoyocasero                         | 407         |
| Hoyorredondo                       | 116         |
| Hoyos de Miguel Muñoz              | 47          |
| Hoyos del Collado                  | 44          |
| Hoyos del Espino                   | 446         |
| Hurtumpascual                      | 110         |
| Junciana                           | 101         |
| Langa                              | 582         |
| Lanzahíta                          | 916         |
| El Losar del Barco                 | 128         |
| Los Llanos de Tormes               | 118         |
| Madrigal de las Altas Torres       | 1,951       |
| Maello                             | 646         |
| Malpartida de Corneja              | 191         |
| Mamblas                            | 273         |
| Mancera de Arriba                  | 136         |
| Manjabálago                        | 62          |
| Marlín                             | 41          |
| Martiherrero                       | 187         |
| Martínez                           | 226         |
| Mediana de Voltoya                 | 116         |
| Medinilla                          | 200         |
| Mengamuñoz                         | 66          |
| Mesegar de Corneja                 | 113         |
| Mijares                            | 933         |
| Mingorría                          | 506         |
| El Mirón                           | 234         |
| Mironcillo                         | 133         |
| Mirueña de los Infanzones          | 175         |
| Mombeltrán                         | 1,130       |
| Monsalupe                          | 88          |
| Moraleja de Matacabras             | 70          |
| Muñana                             | 550         |
| Muñico                             | 139         |
| Muñogalindo                        | 437         |
| Muñogrande                         | 101         |
| Muñomer del Peco                   | 124         |
| Muñopepe                           | 101         |
| Muñosancho                         | 155         |
| Muñotello                          | 117         |
| Narrillos del Álamo                | 151         |
| Narrillos del Rebollar             | 69          |
| Narros de Saldueña                 | 164         |
| Narros del Castillo                | 229         |
| Narros del Puerto                  | 46          |
| Nava de Arévalo                    | 991         |
| Nava del Barco                     | 166         |
| Navacepedilla de Corneja           | 132         |
| Navadijos                          | 55          |
| Navaescurial                       | 79          |
| Navahondilla                       | 167         |
| Navalacruz                         | 277         |
| Navalmoral de la Sierra            | 546         |
| Navalonguilla                      | 423         |
| Navalosa                           | 473         |
| Navalperal de Pinares              | 783         |
| Navalperal de Tormes               | 131         |
| Navaluenga                         | 2,041       |
| Navaquesera                        | 55          |
| Navarredonda de Gredos             | 466         |
| Navarredondilla                    | 291         |
| Navarrevisca                       | 369         |
| Las Navas del Marqués              | 4,354       |
| Navatalgordo                       | 358         |
| Navatejares                        | 88          |
| Neila de San Miguel                | 113         |
| Niharra                            | 195         |
| Ojos-Albos                         | 60          |
| Orbita                             | 100         |
| El Oso                             | 229         |
| Padiernos                          | 245         |
| Pajares de Adaja                   | 187         |
| Palacios de Goda                   | 494         |
| Papatrigo                          | 332         |
| El Parral                          | 130         |
| Pascualcobo                        | 47          |
| Pedro Bernardo                     | 1,194       |
| Pedro-Rodríguez                    | 223         |
| Peguerinos                         | 299         |
| Peñalba de Ávila                   | 129         |
| Piedrahíta                         | 2,096       |
| Piedralaves                        | 2,100       |
| Poveda                             | 83          |
| Poyales del Hoyo                   | 672         |
| Pozanco                            | 56          |
| Pradosegar                         | 162         |
| Puerto Castilla                    | 147         |
| Rasueros                           | 321         |
| Riocabado                          | 203         |
| Riofrío                            | 330         |
| Rivilla de Barajas                 | 94          |
| Salobral                           | 130         |
| Salvadiós                          | 118         |
| San Bartolomé de Béjar             | 71          |
| San Bartolomé de Corneja           | 99          |
| San Bartolomé de Pinares           | 724         |
| San Esteban de los Patos           | 47          |
| San Esteban de Zapardiel           | 68          |
| San Esteban del Valle              | 882         |
| San García de Ingelmos             | 151         |
| San Juan de Gredos                 | 386         |
| San Juan de la Encinilla           | 125         |
| San Juan de la Nava                | 657         |
| San Juan del Molinillo             | 338         |
| San Juan del Olmo                  | 168         |
| San Lorenzo de Tormes              | 52          |
| San Martín de la Vega del Alberche | 287         |
| San Martín del Pimpollar           | 300         |
| San Miguel de Corneja              | 101         |
| San Miguel de Serrezuela           | 200         |
| San Pascual                        | 52          |
| San Pedro del Arroyo               | 504         |
| San Vicente de Arévalo             | 228         |
| Sanchidrián                        | 769         |
| Sanchorreja                        | 139         |
| Santa Cruz de Pinares              | 206         |
| Santa Cruz del Valle               | 552         |
| Santa María de los Caballeros      | 133         |
| Santa María del Arroyo             | 131         |
| Santa María del Berrocal           | 543         |
| Santa María del Cubillo            | 396         |
| Santa María del Tiétar             | 428         |
| Santiago del Collado               | 271         |
| Santiago del Tormes                | 233         |
| Santo Domingo de las Posadas       | 90          |
| Santo Tomé de Zabarcos             | 104         |
| La Serrada                         | 143         |
| Serranillos                        | 389         |
| Sigeres                            | 73          |
| Sinlabajos                         | 213         |
| Solana de Ávila                    | 203         |
| Solana de Rioalmar                 | 281         |
| Solosancho                         | 1,031       |
| Sotalbo                            | 276         |
| Sotillo de la Adrada               | 3,691       |
| El Tiemblo                         | 3,641       |
| Tiñosillos                         | 789         |
| Tolbaños                           | 127         |
| Tormellas                          | 107         |
| Tornadizos de Ávila                | 367         |
| La Torre                           | 397         |
| Tórtoles                           | 112         |
| Umbrías                            | 158         |
| Vadillo de la Sierra               | 138         |
| Valdecasa                          | 107         |
| Vega de Santa María                | 142         |
| Velayos                            | 249         |
| Villaflor                          | 164         |
| Villafranca de la Sierra           | 189         |
| Villanueva de Ávila                | 388         |
| Villanueva de Gómez                | 160         |
| Villanueva del Aceral              | 177         |
| Villanueva del Campillo            | 194         |
| Villar de Corneja                  | 78          |
| Villarejo del Valle                | 496         |
| Villatoro                          | 234         |
| Viñegra de Moraña                  | 95          |
| Vita                               | 113         |
| Zapardiel de la Cañada             | 169         |
| Zapardiel de la Ribera             | 130         |